# Gewone harpoenzwam
De gewone harpoenzwam (Hohenbuehelia atrocoerulea, synoniem: Pleurotus atrocoeruleus) is een schimmel behorend tot de familie Pleurotaceae. Hij leeft als 
necrotrofe zwakteparasiet en saprotroof op stammen en grote takken van loofbomen. Hij is bekend van eiken (Quercus), Fagus, berken (Betula) en relatief vaak op lijsterbessoorten (Sorbus), in loofbossen op (matig) vochtige, matig tot zeer voedselrijke bodems.

## Naamgeving
De wetenschappelijke naam werd gepubliceerd in 1815 door Elias Magnus Fries als Agaricus atrocoeruleus. De huidige naam, erkend door Index Fungorum, werd in 1949 door Rolf Singer aan de soort gegeven toen hij de soort naar het geslacht Hohenbuehelia verplaatste.

## Kenmerken
Hoed
De hoed heeft een diameter van 2-5 cm. De vorm is schelpvormig, halfcirkelvormig, nier- of waaiervormig. Bij jonge vruchtlichamen is de top bolvormig en gehecht aan het substraat. Bij oudere exemplaren is er een korte steel. Het oppervlak is nogal variabel van kleur, met blauwzwart, grijsbruin, olijfkleurig of roodbruin, soms witachtig met een blauwachtig grijze tint.
Lamellen
De lamellen zijn eerst wit, dan crèmekleurig geel, vertakt.
Steel
De steel is zeer kort, zijdelings, vol.
Geur en smaak
Het vlees is witachtig, met een bloemige geur en smaak. Onder de hoedhuid bevindt zich een gelachtige laag die bij het drogen een zwarte lijn op het snijvlak vormt.
Sporenprint
De sporenprint is wit.

### Microscopische kenmerken
De sporen zijn elliptisch, glad, inamyloïde en meten 6-9 × 3-4,5 µm. De cheilocystidia zijn lecythiform tot subclavaat met een lange hals en tot ongeveer 40 × 10 µm. De pleurocystidia ("metuloïden") zijn lancetvormig tot fusoïd en meten 100 × 25 µm met dikke wanden van 2-6 µm. De pileipellis is een dunne cutis. Gespen zijn aanwezig.

## Ecologie
De soort komt voor in bossen als saprofyt of zwakke parasiet. Vruchtlichamen verschijnen individueel of in groepen van juli tot november op levende of dode bomen, voornamelijk loofbomen.

## Verspreiding
De gewone harpoenzwam komt voor in Europa, Zuid-Amerika en Noord-Amerika. 
In Nederland komt de gewone harpoenzwam matig algemeen voor. Hij staat op de rode lijst in de categorie 'Bedreigd'.